# Néhou
Néhou  là một xã thuộc tỉnh Manche trong vùng Normandie tây bắc nước Pháp. Xã này nằm ở khu vực có độ cao từ 3-74 14 mét trên mực nước biển.